# Macrochaetus hauerianus
Macrochaetus hauerianus är en hjuldjursart som beskrevs av Wulfert 1964. Macrochaetus hauerianus ingår i släktet Macrochaetus och familjen Trichotriidae. Inga underarter finns listade i Catalogue of Life.